# Stuart Cornfeld
Pour les articles homonymes, voir Cornfeld.
Stuart Cornfeld est un producteur de cinéma américain né le 13 novembre 1952 à Tarzana (Los Angeles, Californie) et mort le 26 juin 2020.
Il est connu pour sa collaboration avec Ben Stiller, avec qui il a créé la société de production Red Hour Productions.

## Filmographie
- 1980 : Fatso, d'Anne Bancroft
- 1980 : Elephant Man, de David Lynch
- 1981 : La Folle Histoire du monde (History of the World: Part I), de Mel Brooks
- 1985 : School Girls (Girls Just Want to Have Fun), d'Alan Metter
- 1985 : Bonjour les vacances 2 (European Vacation), d'Amy Heckerling
- 1986 : La Mouche (The Fly), de David Cronenberg
- 1988 : Moving, d'Alan Metter
- 1989 : La Mouche 2 (The Fly II), de Chris Walas
- 1989 : Hider in the House, de Matthew Patrick
- 1991 : Kafka, de Steven Soderbergh
- 1993 : Fallen Angels (série TV)
- 1993 : Mise à feu (Wilder Napalm), de Glenn Gordon Caron
- 1997 : Mimic, de Guillermo del Toro
- 2001 : Zoolander, de Ben Stiller
- 2003 : Un duplex pour trois (Duplex), de Danny DeVito
- 2004 : Dodgeball ! Même pas mal ! (Dodgeball: A True Underdog Story), de Rawson Marshall Thurber
- 2006 : Tenacious D et le Médiator du destin (Tenacious D in The Pick of Destiny), de Liam Lynch
- 2006 : The Making of 'The Pick of Destiny' (vidéo), de Liam Lynch
- 2007 : Les Rois du patin (Blades of Glory), de Josh Gordon et Will Speck
- 2008 : Les Ruines (The Ruins), de Carter Smith
- 2008 : Tonnerre sous les tropiques (Tropic Thunder), de Ben Stiller
- 2009 : The Station (série TV), de Ben Stiller
- 2010 : Submarine, de Richard Ayoade
- 2010 : Megamind, de Tom McGrath
- 2011 : The Big Year, de David Frankel
- 2016 : Zoolander 2, de Ben Stiller